# Sky Rojo
Sky Rojo – hiszpański serial sensacyjny z 2021 roku.

## Fabuła
Serial opowiada o trzech kobietach, Coral, Wendy i Ginie, które porzucają swoje dotychczasowe życie jako prostytutki, po czym są ścigane przez alfonsa i jego współpracowników.

## Obsada
- Verónica Sánchez jako Coral (1-3 sezon)
- Miguel Ángel Silvestre jako Moisés (1-3 sezon)
- Asier Etxeandia jako Romeo (1-3 sezon)
- Lali Espósito jako Wendy (1-3 sezon)
- Yany Prado jako Gina (1-3 sezon)
- Enric Auquer jako Christian (1-2 sezon)
- Rauw Alejandro jako Diego (3 sezon)
- Catalina Sopelana jako Greta (3 sezon)
- Tiago Correa jako Darwin (3 sezon)

## Produkcja
Zdjęcia do serialu zostały zrealizowane w Madrycie i na Teneryfie. Zdjęcia rozpoczęły się 18 listopada 2019 roku, jednak na początku 2020 roku zostały przerwane z powodu pandemii COVID-19. Produkcję wznowiono w październiku 2020 roku.
Serial miał premierę 19 marca 2021 roku w serwisie Netflix. Kilka dni później zapowiedziano drugi sezon, który został wyemitowany 23 lipca 2021 roku. Premiera trzeciego sezonu miała miejsce 13 stycznia 2023 roku.